# Fuego (cantante)
Miguel Ángel Durán, Jr. (Washington D. C., 24 de septiembre de 1981), conocido artísticamente como Fuego, es un cantante y compositor estadounidense. Es fundador de su sello discográfico Fireboy Inc/Sauce Gang. Actualmente está firmado con Lionfish Entertainment.

## Vida
Miguel es hijo de padres dominicanos y se crio en Langley Park, Maryland. Cuando era joven sus padres lo enviaron con su hermano, el cantante Rickylindo, a República Dominicana (con la intención de que ellos absorbieran la cultura Dominicana), donde vivió y asistió a la escuela por un par de años.[cita requerida]

## Carrera
En 2005 con la ayuda de Chencho del dúo de reguetón Plan B apareció en un álbum de compilación con su canción "Me Gustan Todas" y también con el cantante Arcángel que lo ayudó en su carrera después de que fuera parte de "El Draft del Reggaeton 2005" firmó por "Chosen Few Emerald entertainment, Inc", en 2007 lanzó "Hustlin' Time" con la colaboración del rapero Rick Ross fue lanzada para promocionar el álbum Chosen Few III: The Movie. En 2008 Fuego lanzó su primer gran hit "Mi Alma Se Muere" que fue el sencillo principal de Chosen Few III: The Movie con la colaboración de Pitbull & Omega "El Fuerte" salió ese año más tarde, el remix permaneció en el puesto Nº22 por más de 24 semanas en el Top 100 Billboards Tropical.
En 2009 Fuego lanza "Super Estrella" con la colaboración de Omega "El Fuerte" que fue el primer sencillo de su álbum "La Música del Futuro", en diciembre de 2009 lanza su segundo sencillo titulado "Que Buena Tú Ta" con la colaboración de Deevani que permaneció en el puesto N.º 2 en el Top 100 Billboard Tropical por 12 semanas. En el 2010 dos Remixes de "Que Buena Tú Ta" fueron lanzados, el primero "Que Buena Tú Ta (Remix)" con el artista Serani y el segundo "Que Buena Tú Ta (Chosen Few Remix)" con los artistas dominicanos Mozart La Para, Black Point, Sensato del Patio, Los Pepes, Monkey Black & Villanosam.
En abril de 2010 Fuego lanza su tercer sencillo "Ya Te Olvidé", en junio de 2010, vía internet lanza su versión de la canción "Hold Yuh" de Gyptian, bajo el nombre "Una Vaina Loca" para lanzar posteriormente su álbum "La Música Del Futuro" que salió a la venta el 3 de agosto de 2010 y permaneció en el puesto N.º 36 en los Billboard Top Latin Albums.
Fuego fue nominado para el Premio Lo Nuestro 2011 en la Categoría de Artistas Urbanos.
En 2011 su sencillo "Una Vaina Loca" llegó a ser un hit internacional con más de 20 millones de reproducciones en YouTube, sin tener un videoclip oficial, gracias a un video de Jean Claude Van Damme meneando sus caderas al ritmo de la canción, y a la promoción realizada por el artista en distintos países de Centroamérica y Sudamérica donde fue #1 en las principales emisoras de países como México, Panamá y Colombia entre otros.

## Controversia
En marzo de 2018 se descubrió que su sencillo "Dile quien soy" utilizó, sin ningún tipo de permiso, música del videojuego To The Moon. El equipo del cantante aseguró que el productor Smash David compuso la canción de forma independiente y que desconocían el uso ilegítimo de dicho tema.

## Discografía

### Mixtapes
- Demasiado avanzado (2007)
- La música del futuro Vol. 1 (2008)
- Untochable (2008)
- Amor y fuego The Mixtape (2009)
- Fireboy Forever (2014)
- Fireboy Forever 2 (2016)
- You're Welcome (2019)

### Remixes
- So Hard (Merengue Remix) (2010)
- Qué buena tú 'tá (Remix) Ft. Serani (2010)
- She Loves Me (Remix) Serani Ft. Fuego (2010)
- Que buena tú 'tá (Chosen Few Dr Remix) Ft. Mozart La Para, Black Point, Sensato Del Patio, Monkey Black, Los Pepes & Villanosam (2010)
- Cuando, cuando es (Meren Mambo Remix) J-King & Maximan Ft. Fuego (2010)
- Oh, ma, ma (OMG Spanish Version) (2010)
- Stereo Love (Merengue Remix) (2010)
- Hey Baby (Merengue Remix) Rickylindo Ft. Fuego (2011)
- Sikaria (Mr. Saxobeat) (2011)
- Nadie lo hace como tú (Tonight Mambo Remix) (2011)
- Fuego's Room (Marvin's Room Spanish Remix) (2011)
- Tomes el control (Take Over Control Remix) Amara Feat. Fuego (2011)
- Ay, mami (Merengue Remix) Vakeró Feat. Fuego (2011)
- Te cuidaré (Take Care Merengue Remix) Feat. Amara (2011)
- Si me pego (Ai Se Eu Te Pego Merengue Remix) (2012)
- Fireboy (We Dem Boyz Remix) (2014)
- Cuando suena El Bling (Hotline Bling Remix) (2015)
- Rihanna (Rihanna Remix) (2016)
- Decidí (Used To This Fireboy Remix) (2017)
- Sigo Fresh (Remix) Ft. Juicy J, De La Ghetto, Duki, Myke Towers (2019)

### Álbumes de estudio
- La música del futuro (2010)

### Sencillos
- Me gustan todas (El Draft 2005) (2005)
- Vente conmigo (Chosen Few II: El Documental) (2006)
- Hustlin' Time Ft. Rick Ross (Chosen Few III: The Movie) (2007)
- Déjalo caer (Chosen Few III: The Movie) (2008)
- Perdón (Chosen Few III: The Movie) (2008)
- Mi alma se muere (Chosen Few III: The Movie) (2008)
- Mi alma se muere (Chosen Few Remix) Ft. Pitbull & Omega "El Fuerte" (2008)
- That Paper (La música del futuro Vol.1) (2008)
- Como la primera vez (Amor y Fuego The Mixtape) (2009)
- Perdón (Bachata Version) (Amor y Fuego The Mixtape) (2009)
- La fuerza Ft. Necio y Ricky (Amor y Fuego The Mixtape) (2009)
- ¡Qué linda! (Amor y Fuego The Mixtape) (2009)
- Superestrella Ft. Omega "El Fuerte" (La música del futuro) (2009–2010)
- Qué buena tú 'tá Ft. Deevani (La música del futuro) (2010)
- Ya te olvidé (La música del futuro) (2010)
- Como un ángel (La música del futuro) (2010)
- Mi prisionera (La música del futuro) (2010)
- Lo bombero (La música del futuro) (2010)
- Una vaina loca (Chosen Few Urbano El Journey) (2011)
- VIP Fito Blanko Ft. Fuego & El Cata (2011)
- Te gusta el sexo Rickylindo Ft. Fuego & Optimo (2011)
- Cuando te veo (2011)
- Ponte pa' mí Ft. Rickylindo (2011)
- Dame un beso Ft. Jadiel (2011)
- Lo que quiero Amara Ft. Fuego (2011)
- Bien cerquita Bonka Ft. Fuego (2011)
- Mala mía (2013)
- Préndelo (2013)
- Woman del callao (2013)
- Mambo para bailar (2015)
- Como Kobe (2016)
- Se me nota (2016)
- 35 pa las 12 Ft. [ J Balvin ] (2016)
- Flow asesino (2016)
- 4,5,6 (2017)
- We The Funk [con Dillon Francis ] (2018)
- Swoosh [con Jesse Baez] (2018)
- Good Vibes Ft. [ Nicky Jam ] (You're Welcome) (2018)
- Fuego [con Duki ] (2019)
- Bien Fancy [con Greeicy ] (2019)
- Bloqueo [con Lele Pons ] (2019)
- Good Vibes (Remix) [con Nicky Jam, De La Ghetto, Amenazzy, C. Tangana ] (You're Welcome) (2019)
- Sigo Fresh [con Duki ] (You're Welcome) (2019)
- Loco Por Llegar (You're Welcome) (2019)
- Cereza [con Duki ]"" (2019)
- Una vaina loca [con Manuel Turizo y Duki ]